# Иртышский район (Омская область)
Иртышский район — административно-территориальная единица в составе Омской области РСФСР, существовавшая в 1935—1963 годах.
Районный центр — село Иртыш.

## История
В январе 1935 года был образован Изылбашский район с центром в селе Изылбаш.
В марте 1935 года Павловский сельский совет передан в Оконешниковский район.
В июле 1935 года образован Беловский сельский совет.
В 1936 году насчитывалось 35 населённых пунктов, 10 сельских советов, 33 колхоза, 1 свиносовхоз, 2 МТС, 23 начальные школы, 4 неполные средние школы, 1 средняя школа, 26 клубных учреждений, 1 больница, 2 амбулатории. Площадь 1717 квадратных километра.
В феврале 1936 года Камышинский сельский совет передан в Оконешниковский район.
В июле 1937 года Изылбашский район был переименован в Молотовский район. Село Изылбаш было переименовано в село Молотово. Район был назван в честь советского политического и государственного деятеля В. М. Молотова.
В 1937 году центр Баландинского сельского совета перенесён из села Баландино в село Романтеево.
На 1 января 1938 года в районе насчитывалось 8 сельских советов. Расстояние до областного центра 100 километров. Площадь района 1700 квадратных километров.
В 1938 году центр Беловского сельского совета перенесён из села Беловка в село Благовещенка.
На 1 января 1941 года в районе насчитывалось 12 сельских советов. Расстояние до областного центра 100 километров. Площадь района 1400 квадратных километров. Ближайшая железнодорожная станция в Омске.
По данным на 1945 год район имел площадь 1,4 тыс. км² и делился на 12 сельсоветов: Баландинский, Беловский, Букеновский, Великорусский, Верхне-Ильянский, Ермоловский, Молотовский, Ново-Уральский, Покровско-Иртышский, Северный, Солянский и Тихорецкий.
На 1 января 1947 года в районе насчитывалось 12 сельских советов. Расстояние до областного центра 100 километров. Площадь района 1400 квадратных километров. Ближайшая железнодорожная станция в Омске.
В 1954 году Беловский сельский совет переименован в Благовещенский. Покрово-Иртышский сельский совет присоединён к Верхнеильинскому. Центр Солянского сельского совета перенесён из села Соляное в село Крупское.
В 1955 году центр Баландинского сельского совета перенесён из села Романтеево в село Баландино.
В апреле 1957 года Северный сельский совет передан в Черлакский район.
В июне 1957 году Молотовский сельский совет переименован в Иртышский, центр село Молотово переименовано в Иртыш. К Иртышскому сельскому совету присоединён Солянский.
В июле 1957 года Молотовский район был переименован в Иртышский район.
В декабре 1957 года Баландинский сельский совет присоединён к Тихорецкому.
В 1961 году село Романтеево переименовано в Пристанское.
В 1963 году Иртышский район был упразднён. Территория отошла в Черлакский и Таврический районы.

## Административно-территориальное деление
- Благовещенский сельский совет (село Благовещенка)
- Великорусский сельский совет (село Великорусское)
- Верхнеильинский сельский совет (село Верхнеильинка)
- Ермоловский сельский совет (село Ермоловка)
- Иртышский сельский совет (село Иртыш)
- Новоуральский совхозный поселковый совет (посёлок Новоуральский)

## Население
По переписи населения в 1959 года в районе проживало 19949 жителей в сельской местности (9212 м — 10737 ж).